# Акула-молот
Акула-молот, або риба-молот (Sphyrna) — рід акул з родини акули-молоти (Sphyrnidae).

## Види
Містить такі види:
- Sphyrna corona S. Springer, 1940
- Sphyrna couardi Cadenat, 1951
- Sphyrna gilberti Quattro, Driggers, Grady, Ulrich & M. A. Roberts, 2013
- Sphyrna lewini (E. Griffith & C. H. Smith, 1834) (Акула-молот зубчаста)
- Sphyrna media S. Springer, 1940 (Scoophead)
- Sphyrna mokarran (Rüppell, 1837) (Акула-молот велика)
- Sphyrna tiburo (Linnaeus, 1758)
- Sphyrna tudes (Valenciennes, 1822)
- Sphyrna zygaena (Linnaeus, 1758) (Акула-молот звичайна)

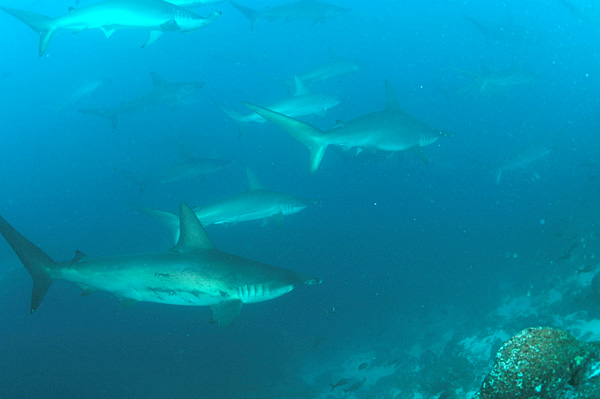
вовк острів — Акула-молот, Галапагоські острови

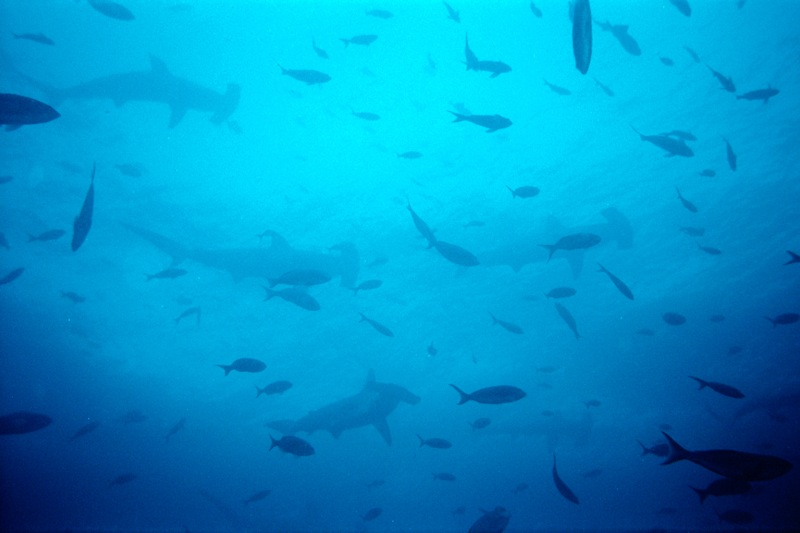
вовк острів — Акула-молот, Галапагоські острови